# نیکولای ایشچنکو
نیکولای ایشچنکو (اوکراینی: Микола Анатолійович Іщенко؛ زادهٔ ۹ مارس ۱۹۸۳) بازیکن فوتبال اهل اوکراین است.
از باشگاه‌هایی که در آن بازی کرده‌است می‌توان به باشگاه فوتبال ماریوپول، باشگاه فوتبال متالیست خارکوف، باشگاه فوتبال شاختار دونتسک، باشگاه فوتبال استال کامیانسکه، و باشگاه فوتبال کارپاتی لویو اشاره کرد.
وی همچنین در تیم‌های ملی فوتبال زیر ۲۱ سال اوکراین و اوکراین بازی کرده‌است.